# هدایت‌الله گیلانشاه
هدایت‌الله گیلانشاه (زاده ۱۲۸۶ در تهران – درگذشته ۱۳۶۵ در تهران) سپهبد خلبان نیروی هوایی شاهنشاهی ایران و فرمانده آن نیرو  از ۲۲ بهمن ۱۳۳۶ تا ۱۵ مهر ۱۳۳۷ بود.

## زندگی
وی، پس از انجام تحصیلات متوسّطه، وارد دانشکده افسری شد و آنگاه برای آموزش فن خلبانی از طرف ارتش به اروپا اعزام شد و در مدرسهً هوایی انگلستان و فرانسه، خلبانی آموخت و سپس به ایران آمد.
در شهریور ۱۳۲۰ فرمانده هنگ هوایی خوزستان بود. چند دوره به اروپا و آمریکا رفت و در سال ۱۳۲۸ درجه سرتیپی گرفت و ریاست ستاد نیروی هوایی را بر عهده داشت.
هدایت الله گیلانشاه از آذر ۱۳۲۹ تا آذر ۱۳۳۱ رئیس فدراسیون فوتبال ایران بود.
در دوران مصدق بازنشسته شد. علیه وی فعالیت می‌کرد و در روزهای دربدری سرلشکر زاهدی او را همراهی می‌نمود. بعد از قیام ۲۸ مرداد درجه سرلشکری گرفت و رئیس دفتر نظامی شاه شد.
از ۲۹ اسفند ۱۳۳۲ تا ۲۲ بهمن ۱۳۳۶ (با درجه سرلشکری) به عنوان رئیس ستاد نیروی هوایی و از ۲۲ بهمن ۱۳۳۶ تا ۱۵ مهر ۱۳۳۷ (با درجه سپهبدی) به عنوان فرمانده نیروی هوایی شاهنشاهی ایران عهده‌دار انجام وظیفه بود. در ۱۵ مهر ۱۳۳۷ تیمسار سرتیپ خلبان (ارتشبد بعدی) محمد خاتم به جای وی به فرماندهی نیروی هوایی رسید. هدایت‌الله گیلانشاه یکی از ارتشیان مقتدر دوران پهلوی دوم بود.